# 橋本清
橋本 清（はしもと きよし、1969年5月22日 - ）は、日本のスポーツライター、元プロ野球選手（投手）、元野球解説者。大阪府摂津市出身。妻は元女優の里見和香。

## 来歴・人物
PL学園高校で背番号10の右のエースとして、左のエース野村弘樹と岩崎充宏との三枚看板で1987年に甲子園で同校初の春・夏連覇に貢献した。同学年のチームメイトに立浪和義・片岡篤史・野村弘樹・桑田泉・鍋山隆弘らがいた。入学当初PL学園の寮では通常1年生と3年生が同部屋になる決まりで、清原和博の同部屋で部屋子だった。2学年上には桑田真澄がいた。
同年秋のドラフト会議で読売ジャイアンツが1位指名で交渉権を獲得したが、本人は本田技研への入社をドラフト前から希望していたため、指名後は「今でも本田に行きたい気持ちは変わらない」とコメントした。しかし、後に本人が語ったところでは、実際は巨人への入団を希望しており、本田技研に進むことを口実に11球団からの指名を事前に断っていたため、そのためのアリバイであったとのこと。数回の入団交渉を経て契約金6000万円、年俸480万円で合意して入団した。担当スカウトは中村和久、伊藤菊雄。
プロ入り後は二軍では1年目からジュニアオールスターゲームに選ばれシーズンでも8勝1敗防御率2.19を記録、2年目も二軍でシーズン7勝を挙げジュニア日本シリーズでMVPを獲得するなど先発陣の一角として活躍した時期もあり一軍昇格のチャンスもあったが、当時の巨人は一軍が先発完投少数精鋭主義をとっており、二軍も三連覇するなど戦力が巨大でしばらくは芽が出ず、また昇格のチャンスがある時に限ってぎっくり腰や扁桃腺を腫らすなどの不運もあった。入団6年目となる1993年に、廣田浩章が開幕前に故障離脱して空いたリリーフ投手の席を勝ち取り一軍に定着、150 km/h超のストレートとフォークボールを武器にセットアッパー役を務めた。抑え役の石毛博史につなぐ継投策は、当時の監督である長嶋茂雄によって勝利の方程式と名付けられた。斎藤雅樹、桑田真澄などの先発陣の調子が上がらない中、石毛とともに奮闘し、6勝3セーブを挙げ防御率1点台の好成績を収める。
1994年は開幕こそ出遅れたが、2年連続でセットアッパーとして活躍し、優勝と日本一に貢献した。
1995年は開幕2戦目で9回表に危険球退場した桑田の後を受けて緊急登板するも、一死も取れずに降板したのを皮切りに、以降は不調や怪我に苦しみ、2度の右肘手術（1995年 遊離軟骨除去手術・1998年 トミー・ジョン手術）からの再起を図ったが、1998年から3シーズン一軍登板がなく2000年オフに戦力外通告を受けた。2001年にはテスト入団で福岡ダイエーホークスへ移籍し、その年限りで現役引退した。
引退後に自腹で球場へ足を運んで熱心に選手の動向を確認していた様子を認めた清原和博からの推薦もあり、野球評論家としての仕事を徐々に増やし、フジテレビONEの『プロ野球ニュース』やJ SPORTSで野球解説を務めた。タレント活動、スポーツライターに加えてタレント活動をする一方で野球教室を主宰した高岡ボーイズでは2年間コーチを務め、西野勇士を指導した。
引退後にテレビ出演した際には、これまでに稼いだ金は使いきってしまい、夫人は、橋本が稼げないと悟って起業を決意したことが放送された。
2016年に、プロ野球選手と反社会的勢力を引き合わせる“橋渡し役”をしていたと報道され、解説者・評論家としての職を失っている。実際には、当該人物について反社会的勢力との認識はなく「芸能関係者」として紹介されたといい、本人も「天地神明に誓ってやましいことはありません」と否定している。しかし、NPBから公式な追放処分こそなかったものの、評論活動の自粛要請があったため活動を停止したという。
その後は、2017年の週刊ポストでデーブ大久保が経営する居酒屋に勤めていると報じられ、大久保もそのことは認めている。また、高校時代のチームメイトであった片岡のYouTubeの動画にも度々出演している。
2019年や翌年には、清原と一緒に野球教室を行っている。2022年には銀座の牛肉割烹に勤務していた。

## 詳細情報

### 年度別投手成績
| 年 度     | 球 団     | 登 板 | 先 発 | 完 投 | 完 封 | 無 四 球 | 勝 利 | 敗 戦 | セ 丨 ブ | ホ 丨 ル ド | 勝 率 | 打 者 | 投 球 回 | 被 安 打 | 被 本 塁 打 | 与 四 球 | 敬 遠 | 与 死 球 | 奪 三 振 | 暴 投 | ボ 丨 ク | 失 点 | 自 責 点 | 防 御 率 | W H I P |
| --------- | --------- | ----- | ----- | ----- | ----- | -------- | ----- | ----- | -------- | ----------- | ----- | ----- | -------- | -------- | ----------- | -------- | ----- | -------- | -------- | ----- | -------- | ----- | -------- | -------- | ------- |
| 1992      | 巨人      | 1     | 0     | 0     | 0     | 0        | 0     | 0     | 0        | --          | ----  | 6     | 1.2      | 2        | 0           | 0        | 0     | 0        | 1        | 0     | 0        | 0     | 0        | 0.00     | 1.20    |
| 1993      | 巨人      | 52    | 0     | 0     | 0     | 0        | 6     | 4     | 3        | --          | .600  | 357   | 88.1     | 63       | 8           | 30       | 3     | 2        | 91       | 1     | 0        | 23    | 18       | 1.83     | 1.05    |
| 1994      | 巨人      | 52    | 0     | 0     | 0     | 0        | 2     | 4     | 3        | --          | .333  | 273   | 67.1     | 48       | 6           | 28       | 2     | 0        | 69       | 0     | 0        | 21    | 18       | 2.41     | 1.13    |
| 1995      | 巨人      | 19    | 0     | 0     | 0     | 0        | 1     | 3     | 2        | --          | .250  | 100   | 21.1     | 25       | 6           | 11       | 2     | 0        | 21       | 2     | 0        | 23    | 20       | 8.44     | 1.69    |
| 1996      | 巨人      | 8     | 0     | 0     | 0     | 0        | 0     | 1     | 0        | --          | .000  | 33    | 6.0      | 13       | 4           | 2        | 0     | 0        | 3        | 3     | 0        | 8     | 8        | 12.00    | 2.50    |
| 1997      | 巨人      | 2     | 0     | 0     | 0     | 0        | 0     | 0     | 0        | --          | ----  | 13    | 3.0      | 4        | 1           | 3        | 0     | 0        | 1        | 0     | 0        | 2     | 2        | 6.00     | 2.33    |
| 通算：6年 | 通算：6年 | 134   | 0     | 0     | 0     | 0        | 9     | 12    | 8        | --          | .429  | 782   | 187.2    | 155      | 25          | 74       | 7     | 2        | 186      | 6     | 0        | 77    | 66       | 3.17     | 1.22    |

### 表彰
- ジュニア日本選手権MVP：1回（1989年）

### 記録
- 初登板：1992年9月30日、対横浜大洋ホエールズ24回戦（横浜スタジアム）、7回裏1死に4番手で救援登板・完了、1回2/3を無失点
- 初奪三振：同上、8回裏に田辺学から
- 初勝利：1993年5月1日、対ヤクルトスワローズ2回戦（東京ドーム）、4回表に2番手で救援登板、2回無失点
- 初セーブ：1993年5月14日、対広島東洋カープ6回戦（広島市民球場）、7回裏に2番手で救援登板・完了、3回無失点

### 背番号
- 30（1988年 - 1998年）
- 92（1999年 - 2000年）
- 60（2001年）

## 関連情報

### 主な出演

#### テレビ番組
- J SPORTS STADIUM
- スポーツワイド プロ野球ニュース（フジテレビONE）
- メジャーリーグ中継 (J SPORTS)
- 旅打ち!我らパチンコ漂流隊（スカパー! 旅チャンネル）
- 有吉反省会（2013年、日本テレビ） - バラエティ番組
- 年末特番　Mrなでしこ（2013年、フジテレビ） - バラエティ番組
- 私の何がイケないの? 巨人軍の妻たち SP（2014年、TBS） - バラエティ番組
- 水曜日のダウンタウン（2014年、TBS） - バラエティ番組
- ぐるぐるナインティナイン（2015年、日本テレビ） - バラエティ番組

#### MV
- がんばれ!Victory「ラリラリラ」（2015年9月2日）[22]

### 著書
- 『元・阪神：謎のトレード・突然のFA・不可解な解雇・12の理由』[注 6]（中田潤・矢崎良一・池田浩明・高橋安幸共著、竹書房、2004年5月、ISBN 978-4812416655）
  - 『元・阪神』（廣済堂文庫、2006年6月、ISBN 978-4331653975）
- 『水谷宏112万球のプロ野球人生：60歳までマウンドに立ち続けた男』（学習研究社（GAKKEN SPORTS BOOKS)、2008年3月、ISBN 978-4054032064）
- 『7 (SEVEN)西岡剛：OFFICIAL BOOK』（三修社、2008年8月、ISBN 978-4384077773）
- 『PL学園OBはなぜプロ野球で成功するのか?』[注 7]（ぴあ、2009年3月、ISBN 978-4835617282／新潮文庫、2012年4月、ISBN 9784101361611）
- 『52(fifty two)川﨑宗則：オフィシャルbook』（徳間書店、2010年3月、ISBN 978-4198629229）
- 『前田健太「感謝!」：オフィシャルBOOK』（徳間書店、2011年3月、ISBN 9784198631352）
- 『あの夏のエースたち：甲子園ファイナリストの光と影』（佐々木亨・久保田龍雄・渡辺勘郎・寺下友徳・佐伯要・矢崎良一共著、竹書房、2013年7月、ISBN 9784812495940）